# 林克贝克
林克贝克（荷蘭語：Linkebeek，荷蘭語發音：[ˈlɪŋkəbeːk] ⓘ，法語發音：[linkəbek]）是比利时弗拉芒大区弗拉芒布拉班特省哈勒-维尔福德区的一个语言便利市镇，北接布鲁塞尔首都大区，面积4.15平方千米，人口4,760人（2018年1月1日）。林克贝克是弗拉芒社群的一部分，官方语言为荷蘭語，但当地多数居民使用法语，作为一个语言便利市镇，林克贝克市政部门为法语使用者提供语言便利。